# Mike Friedrichsen
Mike Friedrichsen (* 24. Juni 1960 in Eckernförde) ist ein deutscher Hochschullehrer für Wirtschaftsinformatik und digitale Medien an der Hochschule der Medien Stuttgart.

## Werdegang
Mike Friedrichsen studierte Volkswirtschaftslehre (Dipl., 1991) und Betriebswirtschaftslehre, Publizistik und Politologie (M.A., 1990) in Kiel, Mainz und Berlin. Von 1990 bis 1996 war er wissenschaftlicher Mitarbeiter am Institut für Publizistik an der Freien Universität Berlin (Arbeitsbereich empirische Kommunikationsforschung). 1996 wurde er an der FU Berlin zum Dr. rer. pol. promoviert.
1999 wurde Friedrichsen an der Hochschule der Medien Stuttgart zum Professor für Medienwirtschaft, Medienmanagement und Medienforschung ernannt. Von 2003 bis 2007 arbeitete er als Professor für Medienmanagement und Marketing am Internationalen Institut für Management der Universität Flensburg. Seit 2007 ist er als Professor für Wirtschaftsinformatik und digitale Medien zurück an der Hochschule der Medien Stuttgart.
Er wurde 2024 Mitbegründer der Potsdamer German University of Digital Science.

## Schriften (Auswahl)
- Digitale Kompetenz – Herausforderungen für Wissenschaft, Wirtschaft, Gesellschaft und Politik. Hrsg.: Wulf Wersig (= UDS-Reihe Synapsen im digitalen Informations- und Kommunikationsnetzwerk). Gabler / Springer, Wiesbaden 2021, ISBN 978-3-658-22108-9.
- Digital Value Migration in Media, ICT and Cultural Industries: From Business and Economic Models/Strategies to Networked Ecosystems. Hrsg.: Zvezdan Vukanovic, Milivoje Pavlovic. Routledge, London 2019, ISBN 978-0-367-66135-9.
- Competitiveness in Emerging Markets. Market Dynamics in the Age of Disruptive Technologies. Hrsg.: Datis Khajeheian, Wilfried Mödinger. Springer, Switzerland 2018, ISBN 978-3-319-71722-7.
- Digital Transformation in Journalism and News Media. Media Management, Media Convergence and Globalization. Hrsg.: Yahya Kamalipour. SpringerScience, Berlin / Heidelberg 2017, ISBN 978-3-319-27786-8.
- Mit Wolfgang Mühl-Benninghaus: Geschichte der Medienökonomie. Eine Einführung in die traditionelle Medienwirtschaft von 1750 bis 2000. Nomos, Baden-Baden 2017, ISBN 978-3-8452-6030-3.
- Digitale Souveränität. Vertrauen in die Netzwerkgesellschaft. Hrsg.: Peter Bisa. Springer VS, Wiesbaden 2016, ISBN 978-3-658-07348-0.
- Der moderne Odysseus. Werteorientierte Unternehmensführung und Krisenmanagement. Hrsg.: Bernward Frank. Gabler, Wiesbaden 2014, ISBN 978-3-658-05900-2.
- Mit Anette Grüblbauer, Peter Haric: Strategisches Management von Medienunternehmen. Gabler, Wiesbaden 2014, ISBN 978-3-658-09501-7.
- Digitale Politikvermittlung. Hrsg.: Roland A. Kohn. VS-Verlag, Wiesbaden 2013, ISBN 978-3-658-06570-6.
- Handbook of Social Media Management. Hrsg.: Wolfgang Mühl-Benninghau. Springer Science+Business Media, Heidelberg / New York / Dordrecht / London 2013, ISBN 978-3-642-28896-8.
- Mit Martin Gertle: Medien zwischen Ökonomie und Qualität. Medienethik als Instrument der Medienwirtschaft. Nomos, Baden-Baden 2012, ISBN 978-3-8329-5400-0.
- Mit Gunther Heinrich, Hannes Meyer, Alexander Schmid, Tobias Steimer: Mobile Music – Herausforderungen und Strategien im mobilen Musikmarkt. Reinhard Fischer Verlag, München / Baden-Baden 2010, ISBN 978-3-8329-5467-3.
- Medienzukunft und regionale Zeitungen. Der lokale Raum in der digitalen und mobilen Medienwelt. Reinhard Fischer Verlag, Baden-Baden 2010, ISBN 978-3-8329-5592-2.